# Erik Hassle
Erik Hassle (nascido em 26 de agosto de 1988, em Katrineholm, na Suécia) é um cantor e compositor sueco. Ele queria ser um jogador profissional, até que viu o musical Rytmus na escola secundária, em Estocolmo. Em 2008, ele assinou um contrato de gravação com a Roxy Recordings e em 2009 assinou um contrato discográfico internacional com a Island Records e Universal Republic. Hassle já colaborou vocalmente com artistas como Tinashe, Ellie Goulding, Icona Pop, Gorgon City ou Vic Mensa e, entre as suas composições para outros artistas, destaca-se a sua participação como um dos compositores de "Can't Remember to Forget You, canção de Shakira com Rihanna.

## Discografia

### Álbuns
| Álbum          | Ano  | Local do Lançamento      | Nota                  |
| -------------- | ---- | ------------------------ | --------------------- |
| Hassle         | 2009 | Suécia                   |                       |
| Pieces         | 2010 | Reino Unido, EUA, Suécia | Nova versão de Hassle |
| We Dance       | 2012 | Suécia                   |                       |
| Innocence Lost | 2017 |                          |                       |

### EPs
| EP                           | Ano  | Local   |
| ---------------------------- | ---- | ------- |
| iTunes Festival: London 2009 | 2009 | R.Unido |
| The Hassle Sessions, Vol. 1  | 2010 | R.Unido |
| Taken                        | 2010 | Suécia  |
| Mariefred Sessions           | 2011 | Suécia  |
| Somebody's Party             | 2014 |         |

## Singles

### Suécia
- "Hurtful" (2008) [Suécia]
- "Love Me to Pieces" (2009) [Suécia]
- "Don't Bring Flowers" (2009) [Suécia]
- "Standing Where You Left Me" (2010) (Suécia)

- "Hurtful" (2010) [Reino Unido e EUA]
- "Don't Bring Flowers" (2010) [Reino Unido]
- "Taken (Still In My Blood)" (2010)
- Nothing Can Change This Love" (2011)
- "Are You Leaving" (2011)
- Stay Away" (2011)
- "Stay" (2012)
- "Back Under Water" (2012)
- "Grace" (2012)
- "Talk About It" (2013)
- "Pathetic" (2014)
- "Now Words" (2015)
- "Natural Born Lovers" (2015)
- "Smaller" (2015)
- If Your Man Only Knew" (2016)
- "Missing You" (2017)